# Wildenrath

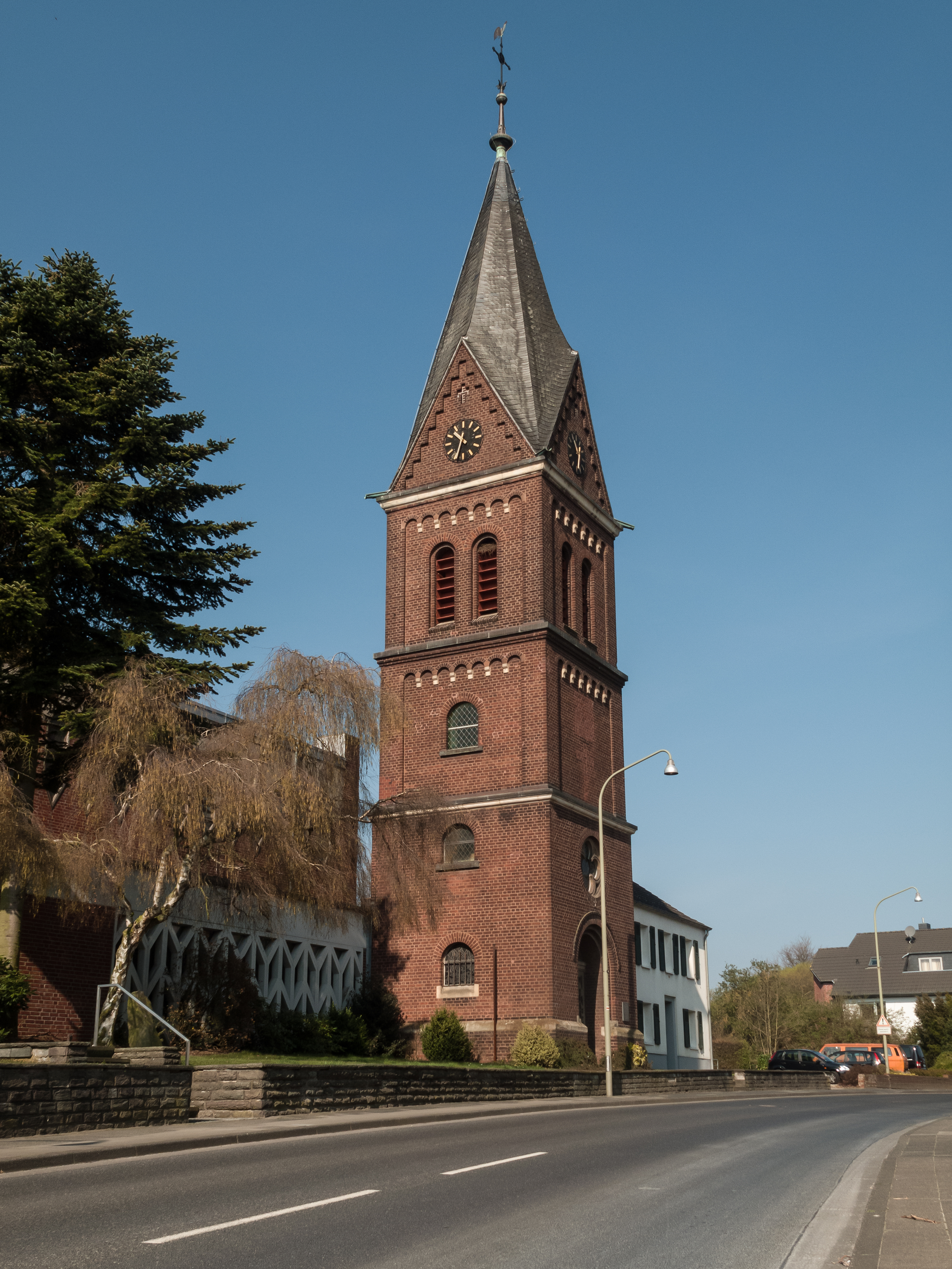
Wildenrath, église: die Pfarrkriche

Wildenrath est un quartier de la ville centrale de Wegberg dans l'arrondissement de Heinsberg, situé dans le Land de Rhénanie-du-Nord-Westphalie.
Il accueille sur son territoire le centre d'essais ferroviaire de Wegberg-Wildenrath.
En 1989, l'Armée républicaine irlandaise y a commis un attentat, tuant un soldat britannique et sa fille de 6 mois.